# Glovertown
Glovertown är en ort i Kanada.   Den ligger i provinsen Newfoundland och Labrador, i den östra delen av landet, 1 700 km öster om huvudstaden Ottawa. Glovertown ligger 8 meter över havet och antalet invånare är 2 122.
Terrängen runt Glovertown är huvudsakligen platt. Glovertown ligger nere i en dal. Runt Glovertown är det mycket glesbefolkat, med 2 invånare per kvadratkilometer.. Glovertown är det största samhället i trakten. 
I omgivningarna runt Glovertown växer i huvudsak blandskog.